# ST (рэпер)
ST (настоящее имя — Алекса́ндр Андре́евич Степа́нов; род. 23 сентября 1988, Москва, СССР) — российский рэп-исполнитель, поэт, певец, телеведущий, бывший участник объединения Phlatline. Победитель шоу «Новые Звёзды в Африке» на ТНТ.
Финалист первого сезона шоу «Битва за респект»
С 2011 года по декабрь 2013 года вместе с Dino MC 47 вёл программу RapInfo. Номинант Премии Муз-ТВ 2013 в категории «Лучший хип-хоп-проект».

## Биография
Родился в 1988 году в Москве.
Свою первую запись сделал в 2003 году в составе группы Souljar’s Family, в которую входили ST (на тот момент $t Soulja), Shodi и Lil’ Soulja. ST и Lil’Soulja учились в одном классе в 711 школе ЗАО г.Москвы (район Дорогомилово)
В 2006 году его творчество привлекло внимание Серёги, главы лейбла KingRing, который тотчас предложил ST контракт с продюсерской компанией. Быстро завоевав внимание и любовь слушателей, рэпер стал желанным гостем в лучших клубах Москвы, а также участником многих массовых мероприятий (фестиваль «Кофемолка», совместное выступление с Серёгой на RMA и «Золотом Грамхип-хоп-фестиваль Splash! и др.). В 2008 году ST покинул лейбл KingRing.
В 2007 году начинал активное сотрудничество с первым в России хип-хоп-агентством Phlatline. В октябре того же года совместно со звукозаписывающей компанией «Монолит» артист выпустил свой дебютный альбом «Сто из ста».
Альбом принёс ST ещё больше популярности, он стал почётным гостем в престижных клубах столицы (B-Club, ЖАРА, R&B cafe, Black October DJ Bar, Diamond Hall, Bar Fly), стал участвовать в разнообразных массовых мероприятиях и музыкальных премиях.
При поддержке Phlatline были сняты многие клипы ST, выходившие в эфир таких известных телеканалов, как A-One, RU.TV, Music Box, «Муз-ТВ» и MTV. Одним из самых известных его клипов того времени стал клип на песню «Питер-Москва», также на его счету клипы «BEEF», «Respect», «Влюбиться», «We Made It Remix» и «В твоём доме».
С рэпером Guf записал треки «По-другому», «Статья», «Ну чё?», которые, соответственно, попали на три номерных альбома ST. Вышедший в 2009 году видеоклип на песню «По-другому» был приурочен ко дню рождению обоих исполнителей, — оба родились 23 сентября, но Долматов на девять лет старше Степанова.
11 февраля 2010 года прошли съёмки видеоклипа ST на трек «Девочка с периферии» с альбома «На100ящий». Трек спродюсировал Nel из группы «Marselle», а исполнившая припев певица Александра Стрельцова сыграла главную героиню клипа. «Девочка с периферии» вошёл в трек-лист второго альбома ST «На100ящий». Режиссёром клипа выступил Сарик Андреасян, снявший фильмы «Лопухи» и современный сиквел «Служебного романа».

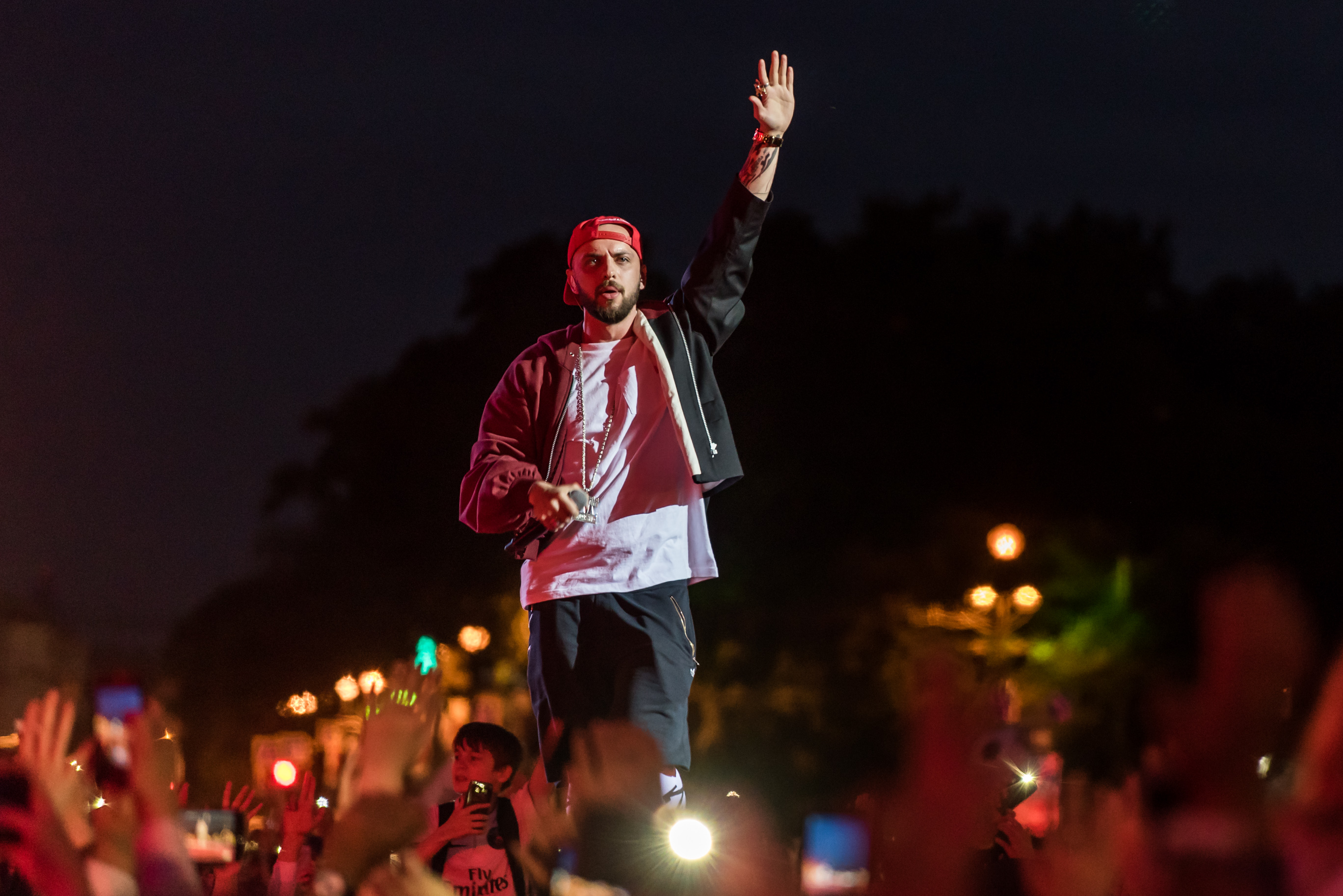
ST на Алых парусах 2018

31 марта 2011 года покинул лэйбл Phlatline вместе с исполнителями Marselle и DJ Booch.
В 2012 году ST начал сотрудничество с ООО «Универсам Культуры». Летом в Лос-Анджелесе был снят клип на трек «Rap’N’Roll». Съёмочным процессом взялись руководить Motion Family. «Rap’N’Roll» — первый сингл с третьего студийного альбома рэп-исполнителя ST под названием «Пуленепробиваемый».
22 декабря 2012 года был выпущен видеоклип к песне «Иду ко дну». Песня ещё до экранизации вызвала большой резонанс в хип-хоп-сообществе. Сразу же после релиза трека выяснилось, что клип на него уже снят и находится в пост-продакшне. Над видео работала продакшн-группа 2rbina 2rista. Релиз альбома «Пуленепробиваемый» состоялся 5 марта 2013 года, а его презентация прошла 9 марта.
23 сентября 2013 года, в свой день рождения, ST выложил видеоклип на обновлённую версию песни «Beef», оригинал которой вышел ещё в 2008 году.
В конце 2013 года Степанов прекратил сотрудничество с компанией Invisible Management.
В 2014 году ST принял участие в интернет-шоу Versus Battle. Выпуск вышел в сеть 9 марта 2014 года. Его оппонентом стал питерский рэпер Гарри Топор, разгромивший на этом же проекте таких хип-хоп-исполнителей, как Billy Milligan, Czar и Noize MC. Поединок закончился победой ST.
В 2016 году принял участие в 3 сезоне интернет-шоу Versus Battle. Его оппонентом стал известный рэпер Oxxxymiron. Поединок закончился победой Oxxxymiron.
В 2017 году зачитал куплеты в клипе группировки Ленинград «Ч. П. Х.».
В 2022 году принял участие в концерте в поддержку российского вторжения на Украину в Калининграде.
В марте 2023 года стал участником и впоследствии победителем шоу «Новые Звёзды в Африке» на ТНТ.

## Личная жизнь
Жена Ассоль (род. 13 августа, 1986, Тверь) — блогер, телеведущая и автор шоу "О чем (не) говорят женщины". 12 марта 2020 года родилась дочь Эстель. 21 января 2024 года родилась дочь Эльза.

## «Битва за респект»
В 2008 году ST участвовал в реалити-шоу «БиTVа за респект» (Муз-ТВ), где стал финалистом Хип-хоп ТВ проекта.
- Отборочный раунд, Mad-a vs. ST (выиграл)
- 1/4 финала, D.masta vs. ST (выиграл)
- 1/2 финала, L’One vs. ST (выиграл по зрительским голосам)
- Финал: Ант vs. ST (проиграл: 49 % у ST против 51 % Анта)

## Рэп-баттлы
- Versus #2: ST VS Гарри Топор 2 сезон, 9 марта 2014) (победа ST — 2:1).
- Versus All Stars: ST VS D.Masta (межсезонье, 9 ноября 2014) (победа ST).
- Versus #5: Oxxxymiron VS ST (3 сезон, 19 июня 2016) (поражение ST — 0:3).

## Дискография
- 2008 — «Сто из ста»
- 2011 — «На100ящий»
- 2013 — «Пуленепробиваемый»
- 2015 — «Почерк»
- 2019 — «Поэт»[11]
- 2019 — «Поэт. Дуэт»
- 2021 — «Высотка»

## Клипы
- 2023 - "Лучший город земли". Клип-посвящение Москве, одну из главных "ролей" в котором играет автомобиль "Москвич".

## Фильмография
| - 2009 — «Лопухи» - 2012 — «Няньки» - 2012 — «С новым годом, мамы!» - 2013 — «Любовь в большом городе 3» - 2017 — «Защитники» - 2017 — «Танцы насмерть» - 2022 — «Своя война. Шторм в пустыне» | - 2011 — «Беременный» — Эпизодическая роль: курящий парень, подумавший, что словил галлюцинации - 2013 — «Одноклассники.ru: НаCLICKай удачу» — Эпизодическая роль: один из толпы, запускавших собаку в парке на ракете - 2014 — «ЦАО Фильм» — Камео - 2018 — «Эволюция Черепашек-ниндзя» — "Озвучивание мультипликационного персонажа" — «Рафаэль» |